# أندريس بونيفاسيو
اندريس بونيفاسيو (بالإسبانية: Andrés Bonifacio y de Castro) (و. 1863 – 1897 م) هو كاتب السيرة الذاتية، وسياسي من الفلبين .

## روابط خارجية
- اندريس بونيفاسيو على موقع الموسوعة البريطانية (الإنجليزية)